# Leon Hertz
Leon Hertz, właśc. Ignacy Leon Hertz (ur. 12 lutego 1911 w Łodzi, zm. 9 sierpnia 1944 pod Falaise) – przedsiębiorca i kapitan 1 Pułk Pancernego I Dywizji Pancernej generała Stanisława Maczka, odznaczony Krzyżem Srebrnym Orderu Virtutti Militari.

## Życiorys
Hertz z wykształcenia był inżynierem. W latach 30. XX w. był głównym akcjonariuszem Towarzystwa Akcyjnego Przemysłu Cementowego „Wiek”. Fabryka zatrudniała po 1920 roku – 410 pracowników. W latach 1920–1927 cementownia wyprodukowała około 560 tys. ton cementu. Ponadto Hertz był założycielem i prezesem Związku Strzeleckiego. W sierpniu 1939 został zmobilizowany. Został porucznikiem wojsk zmotoryzowanych. Po 1939 został żołnierzem 1 Dywizji Pancernej generała Stanisława Maczka, w której uzyskał stopień kapitana. Poległ w bitwie pod Falaise, w walce o wzgórze nr 111. Został pochowany na Polskim Cmentarzu Wojennym w Grainville-Langannerie (gr. III–F–2).

### Życie prywatne
Był synem przemysłowca Maurycego Hertza i prawnukiem przemysłowca Izraela Poznańskiego. Jego żoną była Beata z d. Hirszberg. Para mieszkała w Ogrodzieńcu przy ul. Kościuszki 109.

## Odznaczenia
- Medal „Za udział w wojnie obronnej 1939” (pośmiertnie)[2]
- Krzyż Srebrny Orderu Virtutti Militari za kampanię 1944-1945 (pośmiertnie)[3]